# Karl Zimmermann (Rassentheoretiker)
Karl Zimmermann (* 29. September 1889 in Zwickau; † nach 1937) war ein führender nationalsozialistischer deutscher Rassentheoretiker.

## Leben
Zimmermann war der Sohn eines Eisenbahningenieurs. Er besuchte ein Realgymnasium in Leipzig, studierte in Leipzig Naturwissenschaften sowie Philosophie und promovierte 1912 über die Ästhetik bei Jean Paul zum Dr. phil. 1915 meldete er sich freiwillig als Dolmetscher zum Kriegsdienst im Ersten Weltkrieg, wurde aber 1916 für den Schuldienst am Realgymnasium Meißen reklamiert. 1926 wurde er Studienrat an der Höheren Mädchenschule in Zwickau, deren Leitung er nach 1933 auch als Oberstudiendirektor übernahm. Seit 1921 war er Dozent, seit 1924 Leiter der Leipziger Fichte-Hochschule, einer völkischen Volkshochschule.
Zimmermann galt als „Alter Kämpfer“: 1921 trat er in den Deutsch-Völkischen Schutz- und Trutzbund, im März 1929 in die NSDAP ein, 1930 in die SA, den NS-Lehrerbund und den Kampfbund für deutsche Kultur, deren Ortsgruppen er mit aufbaute. 1929 wurde er in den Zwickauer Stadtrat für die NSDAP gewählt, 1931 übernahm er die Leitung der örtlichen NSLB-Gruppe und organisierte Schulungen. Im Vorfeld der Stadtverordnetenwahlen 1929 begrüßte Zimmermann die aus finanziellen Gründen beschlossene Entlassung von Hildebrand Gurlitt, des städtischen Museumsdirektors im König-Albert-Museum, weil seine Ankäufe ihn als „Freund des Kunstbolschewismus“ gezeigt hätten. In einem Artikel vom 21. Februar 1930 in der Zwickauer Zeitung hetzte Zimmermann weiter gegen die modernen Künstler wie Käthe Kollwitz und Ernst Barlach, die nur dem „niederrassischen“ Teil des Volkes entstammten. Der Kunstskandal schlug reichsweit hohe Wellen.
1934 wurde er Reichssachbearbeiter für Rassefragen im Hauptamt für Erzieher beim NSLB in Bayreuth. Daneben hatte er einen Lehrauftrag für „Sozial- und Kulturbiologie und Rassenpädagogik“ an der TH Dresden. 1937 übernahm er die Schulleitung der Hans-Schemm-Oberschule (Steinbachstr. 21) Radebeul, weshalb er die Arbeit in Bayreuth zurückstellen musste. Mit Erich Meyer gab er das rassistische Biologiebuch für Höhere Schulen „Lebenskunde“ heraus, das die Zwillingsforschung propagandistisch aufnahm.
Sein erfolgreichstes Buch war 1933 Deutsche Geschichte als Rassenschicksal. Der Leipziger Historikerordinarius Karl Hampe war davon abgestoßen.
In zahlreichen pädagogischen Artikeln vertrat er seine rassistische Sicht auf die Geschichte:
„Wir haben es heute als das unvergängliche Verdienst des normannischen Grafen Gobineau und  des  Wahldeutschen  Chamberlain  erkannt,  dass  sie  der  zünftigen  Wissenschaft  zum Trotz,  zuerst  die  Rasse  als  Grundlage  geschichtlichen  Geschehens  aufgezeigt,  ja  dass  sie darüber hinaus eine, die germanisch-arische, oder sagen wir besser die nordische als die bedeutsamste kulturschöpferische und staatenbildende Kraft der Vergangenheit und die jüdische als eine kultur- und staatenzersetzende Kraft nachgewiesen haben.“

## Schriften
- Jean Pauls Ästhetik des Lächerlichen – Dissertation Leipzig 1912
- Deutsche Geschichte als Rassenschicksal, Quelle und Meyer, Leipzig 1933 (mehrere Auflagen) (Auszug in Léon Poliakov: Das Dritte Reich und seine Denker, S. 418)
- Die geistigen Grundlagen des Nationalsozialismus, Leipzig 1933
- Nationalsozialismus, Zoologie und neue Erziehung, Leipzig 1934

### Herausgeber
- Zeitschrift Deutsche Monatshefte, Berlin 1924–1930
- Reihe Das Dritte Reich. Bausteine zum neuen Staat und Volk, Quelle und Meyer, Leipzig 1933–34
- Lebenskunde. Biologiebuch für Höhere Schulen, 4 Bände, Erich Stenger, Erfurt 1934–1944

## Einzelbelege
1. ↑  Gewandhausstraße 11a, heute nicht mehr vorhanden
2. ↑  Maurice Philip Remy: Der Fall Gurlitt: Die wahre Geschichte über Deutschlands größten Kunstskandal. Europa, Berlin 2017.
3. ↑  Folker Reichert: Gelehrtes Leben: Karl Hampe, das Mittelalter und die Geschichte der Deutschen. Vandenhoeck und Ruprecht, 2009, abgerufen am 21. Juli 2019.
4. ↑  Dr. Karl Zimmermann: Rassenbiologische Lebensschau als Grundlage neuer Geschichtsbetrachtung, in: Nationalsozialistisches Bildungswesen, 2. Jg. 1937, Heft 1, Januar 1937, S. 13.

| Personendaten    | Personendaten                       |
| ---------------- | ----------------------------------- |
| NAME             | Zimmermann, Karl                    |
| KURZBESCHREIBUNG | deutscher Rassentheoretiker (NSDAP) |
| GEBURTSDATUM     | 29. September 1889                  |
| GEBURTSORT       | Zwickau                             |
| STERBEDATUM      | 20. Jahrhundert                     |